# NGC 3837
NGC 3837 ist eine Elliptische Galaxie vom Hubble-Typ E0 im Sternbild Löwe an der Ekliptik. Sie ist schätzungsweise 272 Millionen Lichtjahre von der Milchstraße entfernt und hat einen Durchmesser von etwa 65.000 Lichtjahren. Vermutlich bildet sie gemeinsam mit PGC 1609155 ein gravitativ gebundenes Galaxienpaar. Sie gilt als Mitglied des Leo-Galaxienhaufens Abell 1367. 

Im selben Himmelsareal befinden sich u. a. die Galaxien NGC 3841, NGC 3842, NGC 3845, NGC 3851.
Das Objekt wurde am 26. April 1785 vom deutsch-britischen Astronomen William Herschel entdeckt.